# باغ علی‌شیر (جیرفت)
باغ علی‌شیر یک منطقهٔ مسکونی در ایران است که در بخش ساردوئیه واقع شده‌است. باغ علی‌شیر ۴۱۸ نفر جمعیت دارد.